# Lunar Prospector
Lunar Prospector byla první americkou misí, týkající se výhradně Měsíce, po ukončení programu Apollo, tedy po 25 letech. Hlavním úkolem bylo zjistit, zda se na povrchu Měsíce v oblastech jižního a severního pólu nachází vodní led. Ukončení mise bylo naplánované nezvykle, ale zároveň efektně, totiž jako řízený dopad sondy na povrch Měsíce. Vyvolaná srážka při dopadu měla uvolnit plyny, jejichž rozbor měl prokázat přítomnost vody. Zajímavostí mise byla urna s popelem astronoma Eugena Shoemakera, objevitele komety Shoemaker-Levy 9. Tu sonda dopravila (a při nárazu rozprášila) na měsíčním povrchu. Celá mise trvala 570 dní.

## Start
Sondu Lunar Prospector vynesla na oběžnou dráhu Země 7. ledna 1998 v 03:28:44 SEČ raketa Athena II až na druhý pokus. První pokus o start, plánovaný o den dříve, musel být odvolán pro problémy s pozemním sledovacím radarem. Startovní okno trvalo pouhé čtyři minuty, pokud by se start nezdařil, další možnost by nastala až 4. února.
Po necelých pěti minutách byla sonda vynesena na parkovací oběžnou dráhu kolem Země ve výšce asi 200 kilometrů. Po ukončení tří čtvrtin oběhu se zapálil další stupeň. Ten po více než minutovém zážehu sondu nasměroval k Měsíci a udělil jí pomalou rotaci.
Krátce po navedení na dráhu k Měsíci se ukázalo, že kvalita přenosu dat je velmi špatná a zatím nepoužitelná pro dokonalé řízení sondy. Řídicí středisko proto odložilo všechny plánované aktivity, dokud se kvalita signálu nezlepší. K tomu došlo zhruba po sedmi hodinách, po změně orientace rotací stabilizované sondy. Úspěšně proběhla jak první plánovaná korekce dráhy, tak i rozevření ramen s vědeckými přístroji.

## Navedení na oběžnou dráhu Měsíce

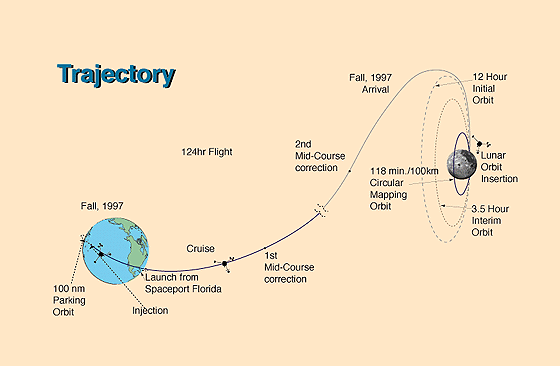
Trajektorie letu

Let k Měsíci trval zhruba 105 hodin. V neděli 11. ledna byla sonda úspěšně navedena na oběžnou dráhu Měsíce s periodou 11 hodin a 48 minut ve výšce 71 - 8500 km a sklonem 89.7°. Další vyrovnávací manévr proběhl o den později, během 27 minut hoření motorů se dráha oběhu zkrátila na 3,5 hodiny a výška vyrovnala na 83 - 1870 km. Závěrečný třetí manévr proběhl o následující den a trval rovněž 27 minut. Ale i po něm zůstala oběžná dráha sondy mírně eliptická (92 - 153 km). Dvěma krátkými zážehy 15. ledna se Lunar Prospector dostal na pracovní kruhovou dráhu s periodou 2 hodiny a výškou 100 km. Již před tím už začal přinášet první vědecká data. V nádržích zbylo po manévrech z původních 138 ještě 34 kg paliva.

## Vědecký výzkum

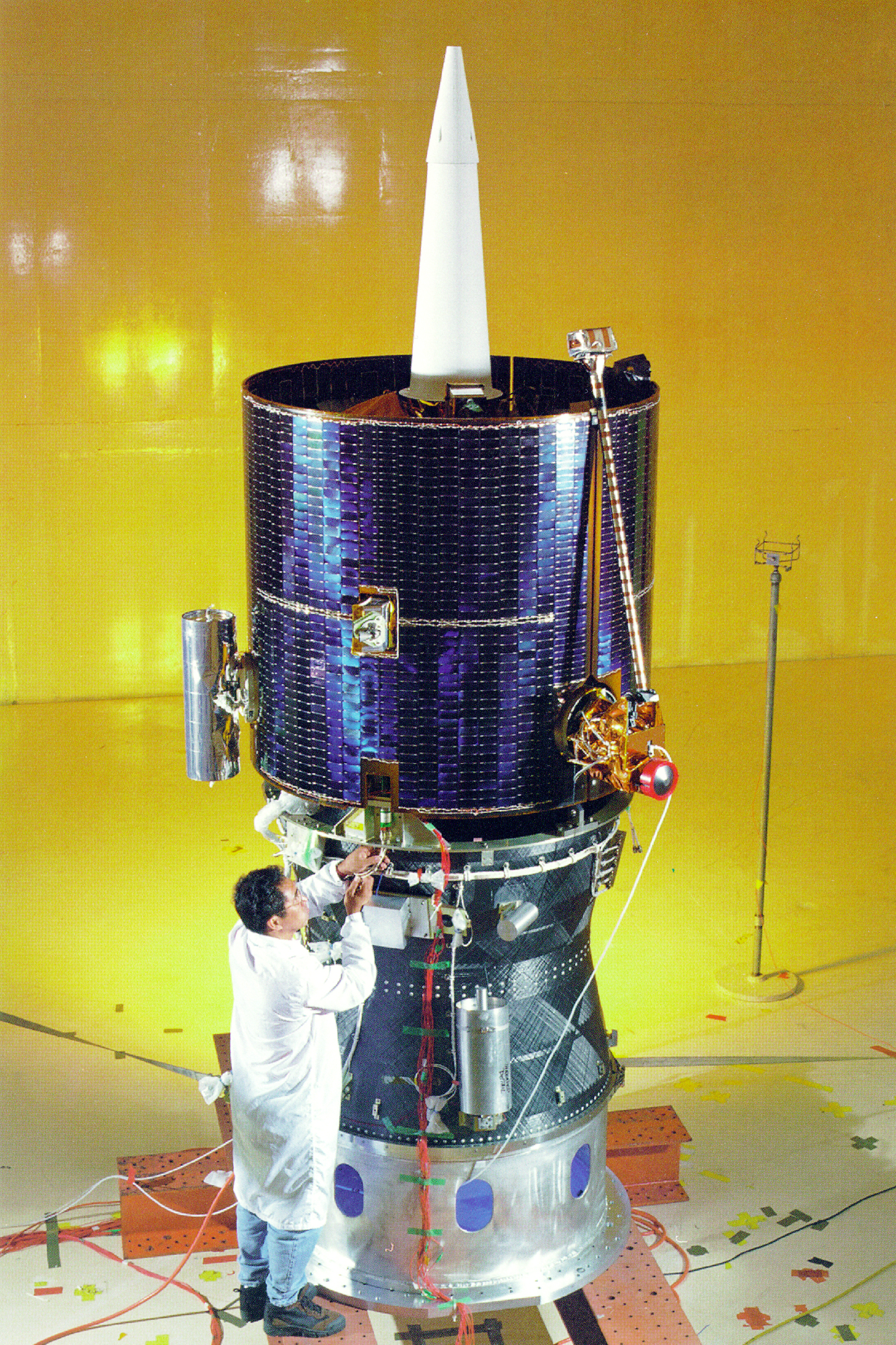
Sonda během předstartovních kontrol

Po osmi týdnech průzkumu z oběžné dráhy ve čtvrtek 5. března oznámil tým vědců pod vedení dr. Alana Bindera:  „Je velmi pravděpodobné, že se na povrchu našeho vesmírného souseda, v oblasti jeho jižního a především severního pólu, nachází vodní led.“
Vědci původně odhadovali celkové množství ledu mezi 10 až 300 miliony tun. Více ledu se má nacházet kolem severního pólu. Tam by měl být led rozprostřen na ploše zhruba 10 až 50 tisíc kilometrů čtverečních. U jižního pólu pak 5 až 20 tisíc kilometrů čtverečních. Voda je podle výsledků měření smíchaná s regolitem v poměru 1:100 až 1:300. V odhadech však panovala nejistota způsobená malou citlivostí neutronového spektrometru. Po důkladnějším vyhodnocení všech údajů se pozdější odhady celkového množství vodního ledu zvýšily desetinásobně do řádu miliard tun. Existence vodního ledu na Měsíci je i po skončení mise Lunar Prospector "jen" velmi pravděpodobná, nikoliv stoprocentní.
Druhým z cílů sondy bylo zmapovat nehomogenní gravitační pole Měsíce. Dřívější data z výprav Lunar Orbiter a Apollo totiž ukázala, že se pod povrchem nacházejí oblasti koncentrované hmoty (tzv. mascony z anglického mass concentration). Zpravidla se jedná o rozsáhlé pánve a velké krátery vyplněné ztuhlou lávou. Čerstvější měření, ale s malým rozlišením, přinesla v roce 1994 sonda Clementine. Telemetrická data z Lunar Prospectoru umožnila vědcům sestavit mapu gravitačního pole celého Měsíce.
Mise Lunar Prospectoru vstoupila do druhé fáze 19. prosince manévrem, po němž byla výška dráhy sondy snížena postupně na 40 km a pak na 30 km nad měsíčním povrchem. Z této výšky sonda dále zpřesňovala gravitační mapu Měsíce a také měření v souvislosti s předpokládanou existencí vodního ledu v polárních oblastech.

## Zánik sondy
Ukončení mise přišlo 31. července 1999. Lunar Prospector byl naveden na sestupovou dráhu a dopadl na měsíční povrch do kráteru Shoemaker poblíž jižního pólu. Kráter má průměr 50 až 60 kilometrů a vědci se domnívali, že se v něm vyskytuje led. Celou operaci sledoval personál Lunar Prospectoru ze Země, hlavní díky Hubbleovu vesmírnému teleskopu a Keckovu teleskopu na Havaji. Teplo vyvolené při dopadu mělo podle očekávání uvolnit plyny, jejichž dálkovou analýzou by se dala prokázat přítomnost vody. Bohužel žádný oblak se pozorovat nepodařilo.
Zvláštností sondy a celé mise byla urna, kterou Lunar Prospector dopravil na Měsíc. V urně byl popel astronoma Eugena Shoemakera, objevitele komety Shoemaker-Levy. Urna je zdobena fotografií Hale-Boppovy komety, snímkem kráteru meteorického původu v Arizoně (v němž probíhal výcvik posádky Apolla měsíční přistání) a je na ní rovněž pasáž ze Shakespearova dramatu Romeo a Julie.

## Přístrojové vybavení
Sonda měla tvar bubnu. Na délku měřila zhruba 1,2 metru a v průměru měla zhruba 4,5 metru. Vyrobena byla z materiálu na bázi uhlíkových vláken a epoxidu. Celková hmotnost sondy včetně paliva činila asi 295 kilogramů. O stabilitu a pohyb sondy se staralo šest trysek. Energii dodávaly solární články a v případě nutnosti záložní baterie.
Přístroje nesl Lunar Prospector na třech ramenech. Sonda neměla počítač a měla jen minimální paměť pro zálohování dat při přerušení spojení. Práce byla kontrolována ze Země, kam byla data posílána v reálném čase. Vývoj sondy včetně jejího vypuštění stálo 60 milionů dolarů. Na její konstrukci se podílelo 50 odborníků. Čtvrt tuny vážící sonda nesla 6 přístrojů:
- Gama spektrometr - mapoval rozložení 10 nejrozšířenějších měsíčních prvků (thorium, draslík, uran, železo, kyslík, křemík, hliník, vápník, hořčík a titan)
- Magnetometr - mapoval magnetického pole Měsíce a jeho interakce se zemským a slunečním polem
- Elektronový reflektometr - měřil magnetické vlastnosti měsíčního povrchu, především jeho lokální změny
- Neutronový spektrometr - sloužil k detekci atomů vodíku uvolňovaných z povrchu Měsíce, byl hlavní zbraní při hledání vody
- Alfa částicový spektrometr - zaznamenával alfa částice emitované radioaktivními plyny, jako radon, polonium, uvolňované z měsíčního nitra
- Dopplerův gravitační experiment - umožnil studovat lokální změny gravitačního pole a tak i vnitřní struktury Měsíce.